# Villabasta de Valdavia
Villabasta es un municipio y localidad española de la provincia de Palencia (Castilla y León). Limita al norte con Valles y Arenillas de San Pelayo. Al este, con Villaeles de Valdavia. Al sur, con Villamelendro y al oeste, con Valenoso y Vega de Doña Olimpa.
Es uno de los municipios y localidades de la comarca de Vega-Valdavia y está ubicada a los pies de la ruta Jacobea que unía San Vicente de la Barquera con Carrión de los Condes a través del Camino Real de la Valdavia.

### Geografía
| Noroeste: Valles de Valdavia                            | Norte: Valles de Valdavia Arenillas de San Pelayo | Noreste: Villaeles Arenillas de San Pelayo |
| Oeste: Valenoso                                         |                                                   | Este: Villaeles                            |
| Suroeste: Vega de Doña Olimpa Villamelendro de Valdavia | Sur: Villamelendro de Valdavia                    | Sureste: Villamelendro de Valdavia         |

## Historia

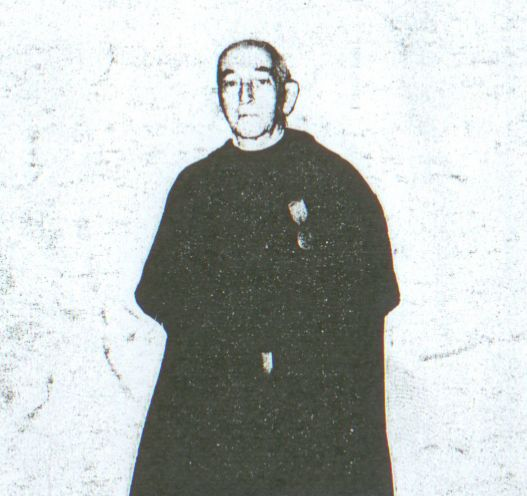
El Padre Lucas Espinosa el 13 de octubre de 1969, tras recibir la medalla conmemorativa del primer centenario de la creación política del departamento de Loreto

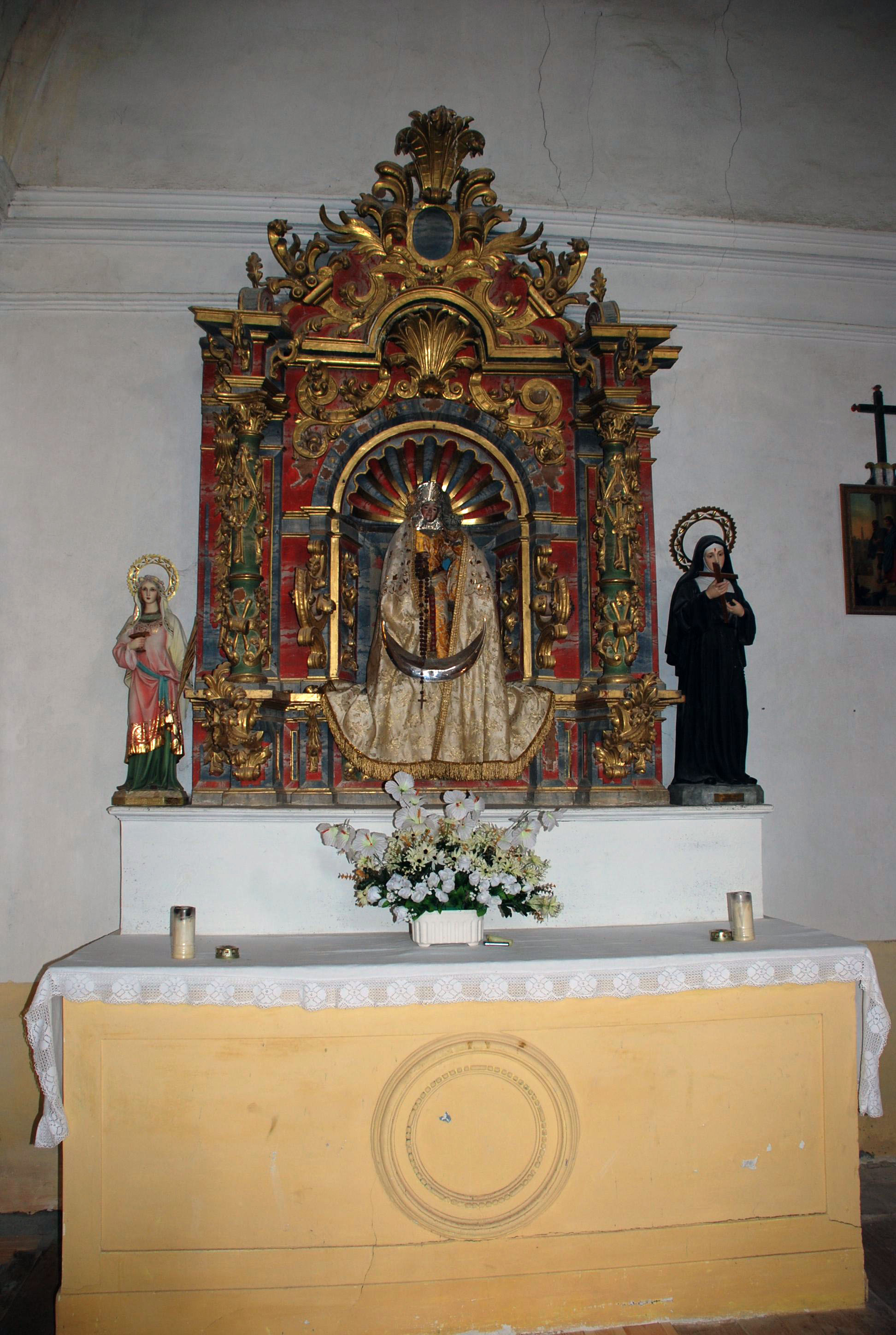
Retablo de la iglesia de San Vicente con la imagen de la Virgen del Camino, proveniente de la desaparecida ermita bajo dicha advocación

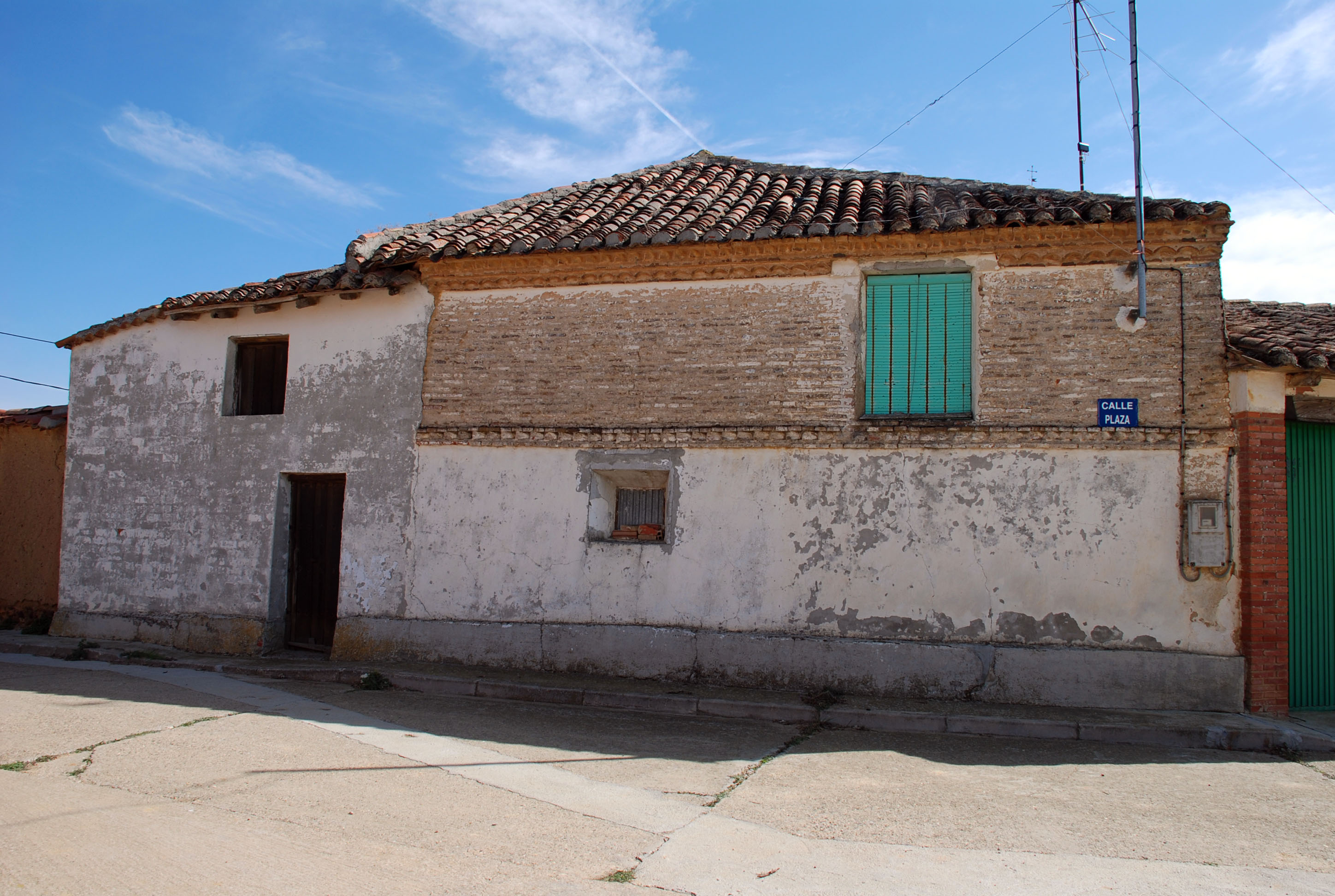
Arquitectura popular

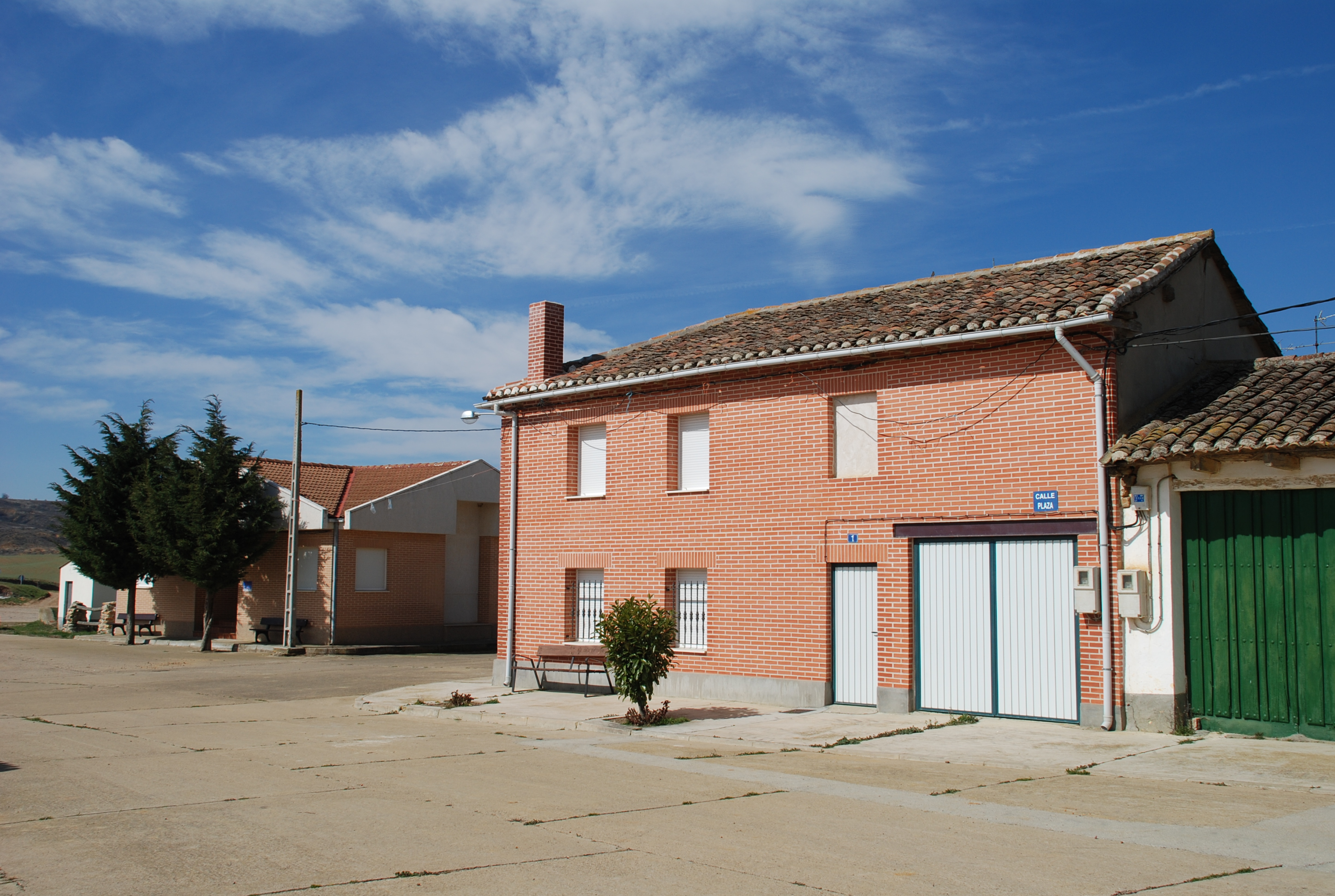
Calles de Villabasta. Al fondo su ayuntamiento.

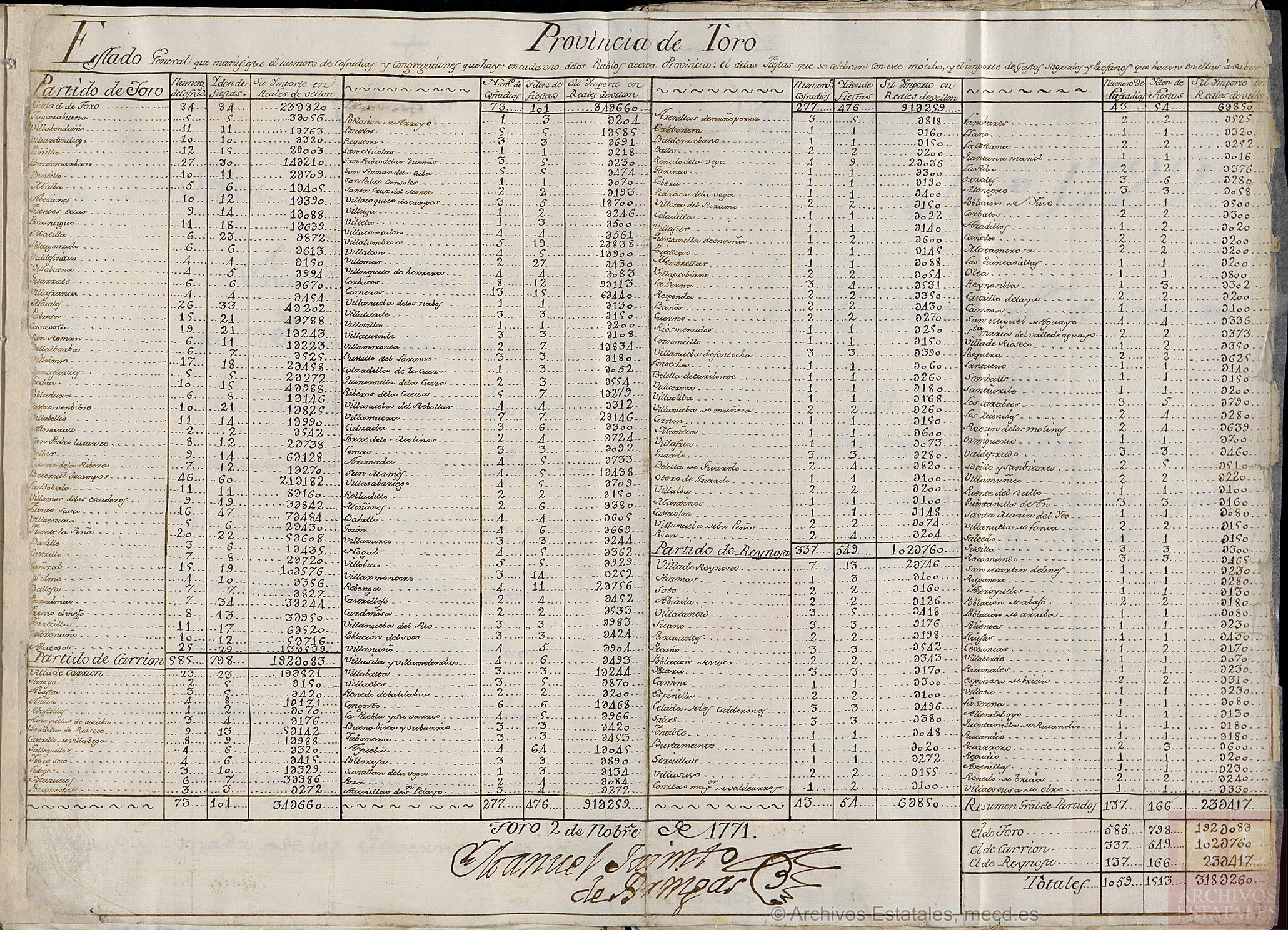
Expediente de remisión de Manuel Jacinto de Bringas, intendente de la provincia de Toro al conde de Aranda, del estado de las congregaciones, cofradías y hermandades que hay en los pueblos de dicha jurisdicción. Año expedición 1770 / 1771. En él figura Villabasta dentro del Partido de Carrión con 3 cofradías, 3 fiestas y 16244 reales de vellón de presupuesto.

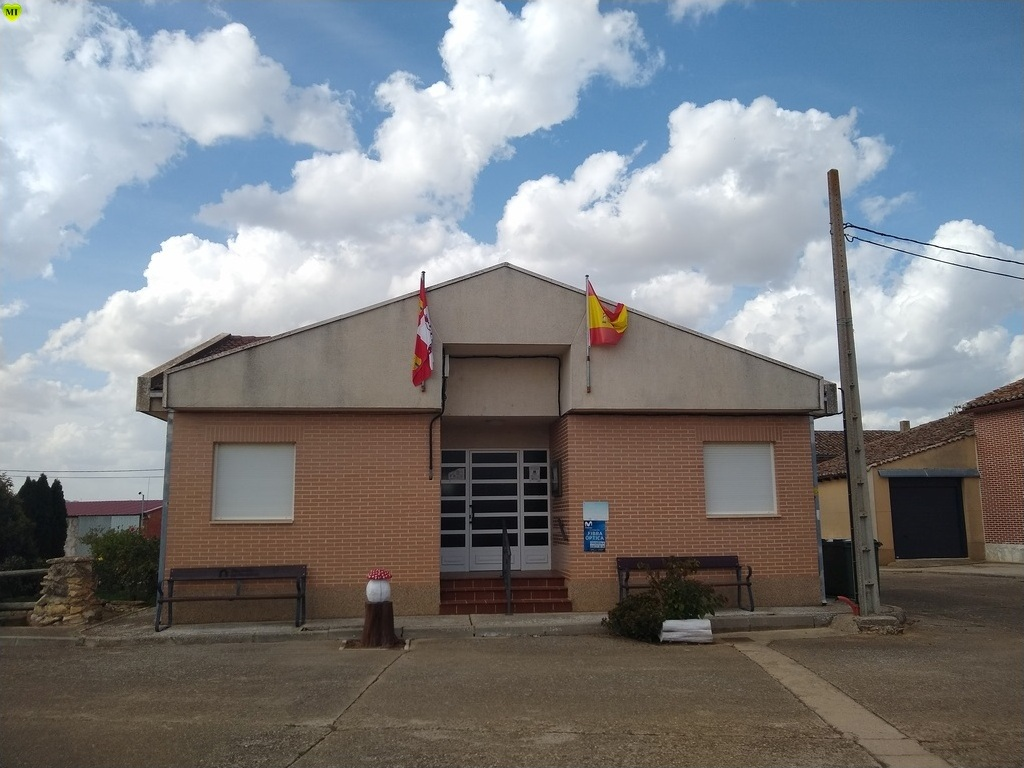
Ayuntamiento

El nombre de la localidad, Villabasta, significa Villa Auasta. Avasta o Abasta era el nombre del repoblador fundador o refundador de la localidad.[cita requerida]
Entre 1350 y 1366, Villabasta era lugar de Behetría y era su Señor Juan Rodríguez de Cisneros, poseedor de muchos territorios palentinos de esta zona, tal y como se detalla dentro del Becerro de las Behetrías de Castilla, mandado escribir por Pedro I de Castilla:

«Villa abasta. Este logar es behetria e son vas i salios de johan rodrigues de cisne ros e es natural el dicho johan rodrigues e don ñuño de vizcaya Pagan al rey cada año por martiniega nouenta mrs Pagan al rey monedas e servicios Et que non pagan yantar nin fonsadera Dan cada año por naturales al dicho don ñuño seys mrs e da cada vassallo cada año al dicho johan rodrigues por infurcion vna gallina.»

Ya en los años finales del siglo XVI esta villa, no lugar, poseía un total de 40 vecinos, que podrían significar 200 habitantes. 
Por su término, cruzaban cañadas propiedad de la Mesta, lo cual significó tanto posibilidad de negocios como algún que otro pleito. Así en 1569 un vecino de Villabasta llamado Andrés Pérez, litígia contra la Mesta sobre la restitución de un terreno por el que pasan los ganados que Andrés Pérez ocupó y labró. También hay constancia de que en 1628, Villabasta junto a otros pueblos valdavieses, se organizó en contra las avalas de la Mesta, al igual que contra Saldaña por el arreglo de su puente al considerarse perjudicados por la solicitud de su reparación. O como en 1650 se conserva el testimonio del pleito entre el Concejo de la Mesta y las diez villas del Valle de Valdavia, incluida Villabasta, por el maltrato dado al alcalde mayor entregador.
A mediados del siglo XVIII, Villabasta pertenecía al rey, poseía molino de aceite y linaza, fragua, taberna, disponía de 38 vecinos, tenía un hospital, tejedores, herrero, etc. 
Entre 1756 y 1792 el escribano Bernardo de Zamora y Tejada, deja constancia de pleito entre el Convento de San Agustín, en Cervera de Pisuerga y el concejo, justicia y regimiento de Villabasta sobre pago a dicho convento de 18 cargas de pan de trigo y cebada que el concejo debía pagar anualmente por los réditos de un préstamo otorgado a su favor.
En 1771 Manuel Jacinto de Bringas, intendente de la provincia de Toro informa al conde de Aranda del estado de las congregaciones, cofradías y hermandades que hay en los pueblos de dicha jurisdicción. En este informe figura Villabasta con 3 cofradías, 3 fiestas y 16244 reales de Vellón de presupuesto.
En 1828, el doctor Sebastián Miñano, miembro de la Real Academia de la Historia y de Sociedad de Geografía de París, en su Diccionario geográfico-estadístico de España y Portugal hace la siguiente descripción de ambas villas.

«VILLABASTA Y DESPOBLADO DE HOZUELA: Villa Realenga de España, provincia de Palencia, partido de Carrión. Alcalde ordinario, 44 vecinos, 156 habitantes, 1 parroquia, 1 ermita, 1 pósito. Situada en una loma dominando el Valle de la Valdavia; no tiene aguas más que las de una fuente y su clima es desigual. Produce toda clase de ganado. Dista 4 leguas de la cabeza de partido. Contribuye 1552 reales, 29 maravedíes.»

Entre 1831 y 1832, el Concejo de Villabasta pleiteó con los de Valenoso, Vega de Doña Olimpa y Valles de Valdavia sobre la liquidación de cuentas del terreno del despoblado de Ozuela (Ossezuela en la documentación medieval). y también con Juan Carbonera, vecino de Villabasta, a partir de la construcción de un corral en terreno de dicho despoblado.
En 1845, Pascual Madoz, hace la siguiente descripción detallada dentro de su Diccionario geográfico:

«VILLABASTA: villa agregada al ayuntamiento de Arenillas de Pelayo, en la provincia de Palencia (14 leguas), partido judicial de Saldaña (2 leguas), Auiencia territorial y capitanía general de Valladolid (19), diócesis de León (15). Situada en terreno llano y un poco elevado, ofreciendo una hermosa vista; su clima es templado, bien ventilado y propensa a fiebres intermitentes y catarrales Consta de 30 casas, una escuela de ambos sexos; una fuente de buenas aguas; e iglesia parroquial (San Vicente) de entrada y provisión en patrimoniales, y 2 ermitas (Nuestra Señora del Camino y San Román). El término confina por Norte con Arenillas de San Pelayo, Este, Villaeles, Sur, Villamelendro y Oeste, Valenoso; en su jurisdicción se hallan los despoblados de Villarramio y Ozuela. Su terreno es de excelente calidad, no obstante ser de secano. Al Oeste hay un pedazo de monte de mata baja de roble y otros arbustos. Los caminos son locales y en mal estado. La correspondencia se recibe de la capital del partido y de Carrión. Producción: cereales, legumbres y poca hortaliza; se cría ganado lanar, caballar, mular y asnal; caza de liebres y perdices; Industria: la agrícola y elaboración de lino. población: 20 vecinos, 104 almas. Capital Producción: 13.064 reales, Imponible:776

A mediados del siglo XIX disponía de 156 habitantes, una ermita, un pósito y escuela de ambos sexos.

## Geografía humana

### Demografía
Cuenta con una población de 33 habitantes (INE 2024).
| Gráfica de evolución demográfica de Villabasta de Valdavia entre 1842 y 2021 |
| |
| Población de derecho según los censos de población del INE Población de hecho según los censos de población del INEEn este censo se denominaba Villavasta: 1842 En estos censos se denominaba Villabasta: 1877, 1887, 1897, 1900, 1910, 1920, 1930, 1940, 1950, 1960, 1970, 1981 y 1991 Entre el censo de 1877 y el anterior, aparece este municipio porque se segrega del municipio 34016 (Arenillas de San Pelayo) Entre el censo de 1857 y el anterior, este municipio desaparece porque se integra en el municipio 34016 (Arenillas de San Pelayo) |

| 1900 | 1910 | 1920 | 1930 | 1940 | 1950 | 1960 | 1970 | 1981 | 1991 |
| 174  | 185  | 182  | 170  | 133  | 139  | 133  | 66   | 60   | 48   |

### Economía
Actividades principales: Agricultura y ganadería (ovino).

## Patrimonio

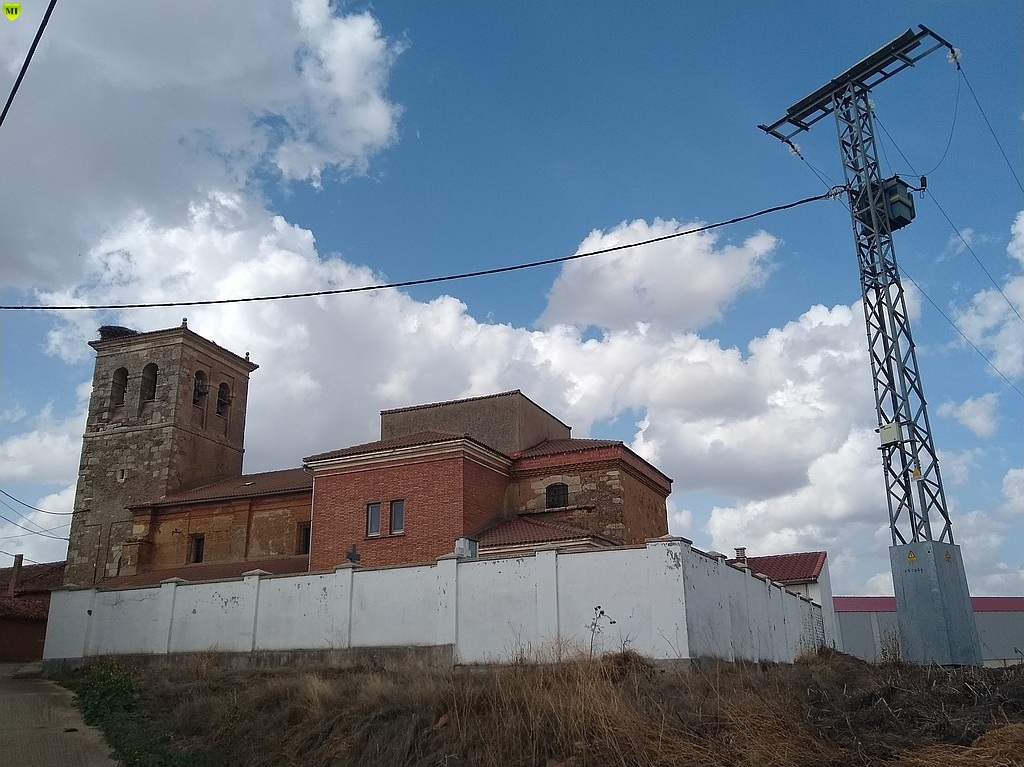
Iglesia de San Vicente

- Iglesia de San VicenteIglesia de San Vicente: Templo católico de mampostería, ladrillo y cantería, con torre a los pies y entrada de medio punto, precedida de pórtico en el lado de la Epístola. La iglesia se articula en torno a dos naves cubiertas mediante bóvedas de arista, con yeserías barrocas, y cúpula rebajada sobre pechinas en el tramo presbiterial, y tiene un coro alto a los pies.
- Ermita de la Virgen del Camino: Hoy desaparecida, pero que nos habla de alguna vía o camino antiguo que trascurría a los pies de Villabasta. Se conserva un litigio entre Fructuoso Fernández, presbítero cura de la iglesia parroquial de San Vicente, a la que estaba anexa la Cofradía de Nuestra Señora del Camino, y el Concejo de Villaeles de Valdavia, sobre la ocupación e intromisión de ciertos vecinos del citado concejo en una tierra propiedad de dicha cofradía.[13]
- Arroyo de la Pascualiza-Valbuena: Este curso afluente del río Ucieza forma aquí un pequeño valle, de vertientes suaves y alomadas, excavado en los páramo de La Recorba, Quintana y Paramillo de la Zorza. En su recorrido forma amplios meandros y su cauce se alimenta de las aguas procedentes de fuentes y arroyos que sin embargo no logran paliar los fuertes estiajes veraniegos y crean a veces pequeños humedales.

## Hijos ilustres
- Padre Lucas Espinosa Pérez (Villabasta, 18 de octubre de 1895 - † Neguri, 1975) Padre Agustino y eminente Filólogo palentino especializado en las lenguas indígenas Kokama, Kokamilla y Omagua de la Amazonía Peruana.

## Cultura

### Fiestas
- San Vicente: 22 de enero.
- La Virgen del Camino: 10 de septiembre.
- San Isidro: 15 de mayo, patrón de los labradores.